# John Dowland
John Dowland, född 1563, begravd 20 februari 1626 i London, var en engelsk kompositör, sångare och lutspelare. Han är idag mest känd för sina melankoliska sånger som "Come, Heavy Sleep", "Come Again", "Flow My Tears" och "I Saw My Lady Weepe", men även för sin instrumentala musik, som under 1900-talet har genomgått en större renässans som källa för klassisk gitarrepertoar.

## Biografi
Mycket lite är känt om Dowlands tidiga liv, men det anses att han föddes i London eller möjligen Dublin. Det är känt att han reste till Paris år 1580 där han tjänade som ambassadör vid det franska hovet. Han blev vid den här tiden katolik, vilket han ansåg ledde till att han inte blev erbjuden att vara hovmusiker vid Elisabet I av England:s protestantiska hov. Han arbetade istället under många år i Kristian IV av Danmarks hov. Han återvände till England år 1606 och fick år 1612 post som en av Jakob I av Englands lutspelare. Dowland avled i London 1626.

## Utmärkelser
Nedslagskratern Dowland på planeten Merkurius är uppkallad efter honom.

## Exempel på hans musik
En av de bättre kända verken är lutsången "Flow My Tears", den första versen går som följer:
Flow, my teares, fall from youre springs,
Exiled for ever, let mee mourn
Where night's black bird hir sad infamy sings,
There let mee live forlorn.